# Васерлозен
Васерлозен (њем. Wasserlosen) општина је у њемачкој савезној држави Баварска. Једно је од 29 општинских средишта округа Швајнфурт. Према процјени из 2010. у општини је живјело 3.416 становника. Посједује регионалну шифру (AGS) 9678192.

## Географски и демографски подаци
Васерлозен се налази у савезној држави Баварска у округу Швајнфурт. Општина се налази на надморској висини од 340 метара. Површина општине износи 51,3 km². У самом мјесту је, према процјени из 2010. године, живјело 3.416 становника. Просјечна густина становништва износи 67 становника/km².